# Frie Leysen
Pour les articles homonymes, voir Leysen.
Frie Leysen (née à Hasselt le 19 février 1950 et morte à Bruxelles le 22 septembre 2020) est une directrice de festivals en Belgique et à l'étranger. Elle a contribué au rapprochement des artistes néerlandophones et francophones en Belgique, tout en ouvrant les scènes bruxelloises sur le monde. 

## Biographie
Frie Leysen est née à Hasselt le 21 février 1950 dans une famille de neuf enfants. Son père est Bert Leysen (1920-1959), le premier directeur de programmes télévisés de l'Institut national néerlandophone de radiodiffusion (INR) et la sœur jumelle du comédien Johan Leysen,. Elle étudie l'histoire de l'art du Moyen Âge à l'Université catholique de Louvain.
Après ses études , elle devient guide aux musées royaux des Beaux-Arts de Bruxelles, puis d’Anvers. Elle travaille ensuite à la VRT puis devient, de 1976 à 1979, assistante à la programmation du Festival des Flandres.

### Le Singel
En 1980, Frie Leysen est engagée pour diriger le centre d'art deSingel (nl) à Anvers. Sous sa direction, il devient un centre artistique de renommée internationale. 

### Kunstenfestivaldesarts
Elle fonde le Kunstenfestivaldesarts en 1994 avec Guido Minne et le dirige jusqu'en 2006. Ce festival bilingue est devenu un événement important pour les artistes belges et internationaux une plaque tournante de la création contemporaine. 

### Projets internationaux
À partir de 2004, elle se consacre à des projets internationaux.
En 2007, elle organise Meeting Points 5, un festival multidisciplinaire dans neuf villes arabes, de Damas à Rabat,.
De 2008 à 2010, elle dirige le festival Theater der Welt (de) à Mülheim et Essen, dans la région allemande de la Ruhr, puis, de 2010 à 2012 les Festivals de Berlin (de) et le Festival de Vienne (Wiener Festwochen) en 2013 et 2014.
Depuis 2012, elle est commissaire de "Ervaar daar hier theater", devenu plus tard Get lost, une série de spectacles internationaux de théâtre et de danse dans divers théâtres néerlandais.
En 2015, elle est commissaire du programme d'arts de la scène de Homeworks 7 à Beyrouth en 2015.

## Distinctions
Baronne depuis 1998, elle est nommée docteur honoris causa par la Vrije Universiteit Brussel (VUB). 
Son travail a été reconnu par de nombreux prix.:
- 1991 : Arkprijs van het Vrije Woord  (Prix Arche de la parole libre) pour dix ans au SIngel[10].
- 2003 : Prix de la Communauté flamande du mérite culturel général[11].
- 2014 : Prix Érasme, remis par le roi Willem-Alexander des Pays-Bas[12].
- 2018 : Prix Bernadette Abraté du jury des Prix de la Critique Théâtre-Danse-Cirque, avec Christophe Slagmuylder pour leur travail à la création et à la programmation du Kunstenfestivaldesarts[13].

En 2019, elle reçoit le Lifetime Achievement Award du European Festivals Association « en raison de ses nombreuses années d'engagement envers l'artiste, la commande de nouvelles œuvres, la promotion de la liberté de création des artistes et la circulation de leurs œuvres par delà les frontières. ».